# La Cerollera
La Cerollera  (katalanisch: La Sorollera) ist eine spanische Gemeinde in der Provinz Teruel der Autonomen Region Aragón. Sie liegt rund 29 Kilometer südsüdöstlich von Alcañiz in der Comarca Bajo Aragón (Baix Aragó) im überwiegend katalanischsprachigen Gebiet der Franja de Aragón. 2024 hatte die Gemeinde 77 Einwohner.

## Toponymie und Geschichte
Der Ort wurde im Jahr 1280 als Lacervillera erwähnt. Der Name wird von einem Baum, dem Speierling (Sorbus domestica), abgeleitet.
In der Gemeinde wurden Spuren vorgeschichtlicher Besiedlung gefunden. Im Jahr 1194 erhielt der Orden von Calatrava die Burg Kamarón (heute die Einsiedelei Sta. Flora de Mas de las Matas). 1545 wurde durch den Erzbischof von Saragossa ein Vikariat errichtet. Wirtschaftlich erlangten im 16. Jahrhundert die Eiskeller der Gemeinde Bedeutung. 1745 erfolgte die Abtrennung von der Gemeinde Monroyo. 1840 richtete der Zweite Karlistenkrieg Schäden an. 1934 bildeten sich anarchistische Komitees und das Land wurde kollektiviert, die Eroberung durch franquistische Truppen im März 1938 führte zu einer erbitterten Unterdrückung der Unterlegenen. Bis 1947 wurde der Maquis niedergekämpft, dies führte zu einer Entleerung des ländlichen Raums. Ab 2006 kam es zu einem Aufschwung, auch durch Einwanderung aus Lateinamerika.

## Einwohner
| 1920 | 1940 | 1970 | 1991 | 2001 | 2006 | 2011 | 2013 |
| ---- | ---- | ---- | ---- | ---- | ---- | ---- | ---- |
| 415  | 355  | 210  | 98   | 120  | 121  | 103  | 104  |

## Sehenswürdigkeiten
- Pfarrkirche Nuestra Señora de los Remedios im Barockstil, 1767 vollendet
- Palast des Marqués de Santa Coloma im Renaissancestil